# Wegekuckuck
Der Wegekuckuck (Geococcyx californianus), auch Großer Rennkuckuck oder Erdkuckuck genannt, ist ein großer Vertreter der Kuckucksvögel (Cuculiformes) mit sehr langen Beinen, der in Nord- und Mittelamerika vorkommt. Er ist im deutschen Sprachraum auch unter seinem englischen Namen Roadrunner bekannt.
Der überwiegend am Boden lebende Wegekuckuck ist anders als viele Vertreter aus der Ordnung der Kuckucksvögel kein obligater Brutschmarotzer, sondern zieht in der Regel seinen Nachwuchs selbst groß. Ausnahmsweise kommt jedoch bei ihm auch ein intraspezifischer Brutparasitismus vor und noch seltener legt er Eier auch in die Nester anderer Vogelarten. 
Er ist eine gebietsweise häufige Art, seine Bestandssituation wurde 2016 in der Roten Liste gefährdeter Arten der IUCN als „Least Concern (LC)“ = „nicht gefährdet“ eingestuft.

## Beschreibung

### Allgemeine Merkmale

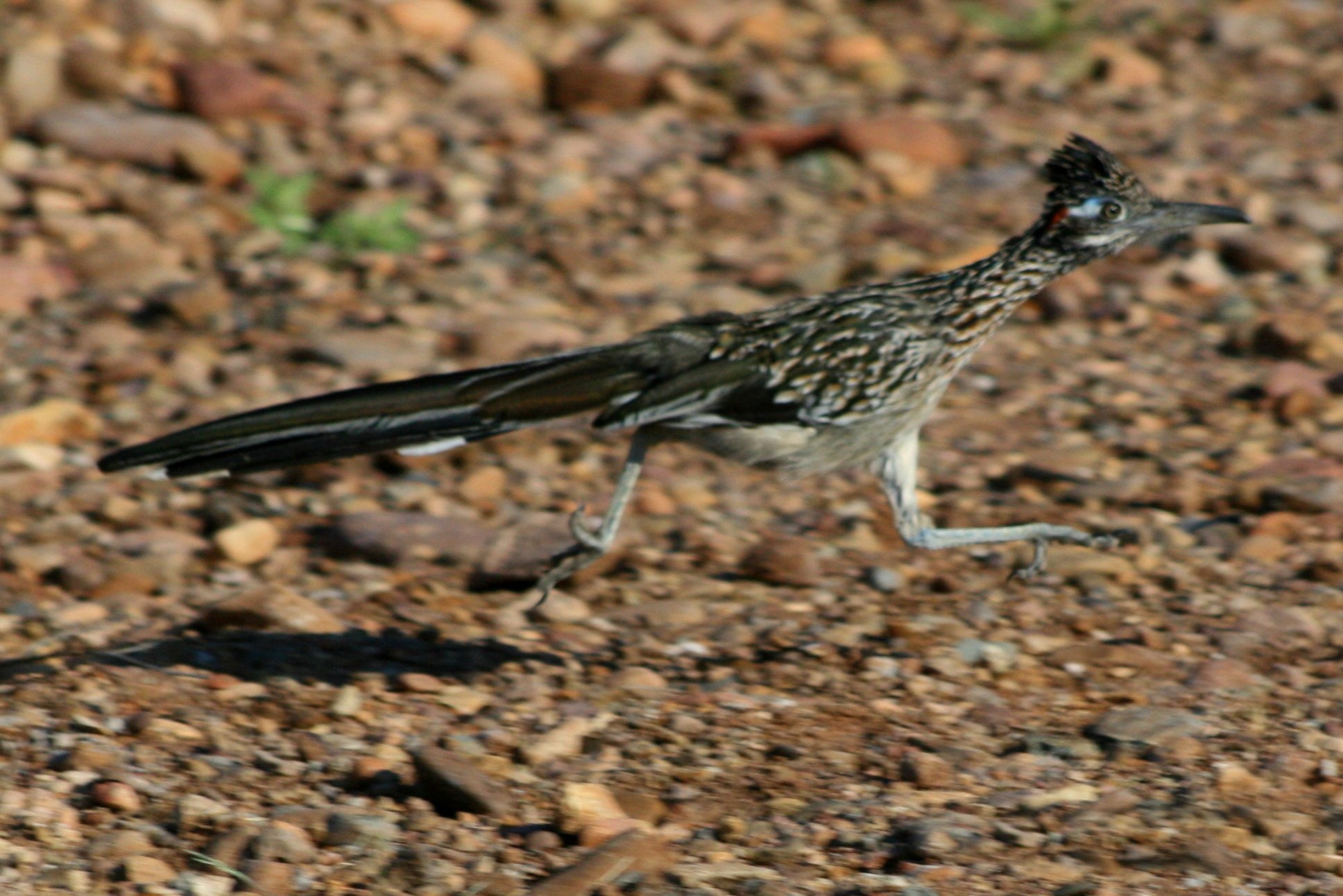
Ein Wegekuckuck beim Rennen

Die adulten Wegekuckucke sind inklusive Schwanz 51 bis 61 Zentimeter lang, auf den Schwanz entfallen dabei durchschnittlich 28 Zentimeter. Sie haben einen langen, schwarzen Schnabel, der leicht nach unten gebogen ist. Der Kopf, die Scheitelhaube, der Rücken und der lange Schwanz sind dunkelbraun mit hellen Sprenkeln. Die Kehle und der Bauch sind hell. Seine langen Beine und der lange Schwanz sind Anpassungen an seine rennende Lebensweise. Das Gewicht variiert sehr stark. Sehr leichte Individuen wiegen knapp 200 Gramm, typischer ist ein Gewicht von rund 300 Gramm. Bei sehr gutem Nahrungsangebot können sie aber auch ein Gewicht von mehr als 500 Gramm erreichen.
Der Wegekuckuck ist ein extrem guter Läufer. Es wurden Höchstgeschwindigkeiten von 24 bis 32 km/h gemessen. Grundsätzlich zieht er es vor, auf vegetationslosem Boden zu laufen. Er ist deswegen häufig in trockenen Flussbetten oder an Straßen zu beobachten. Seine gute Lauffähigkeit verdankt er nicht zuletzt seinen zygodactyl gestellten Füßen: Wie bei allen Kuckucken zeigen die beiden äußeren Zehen seiner Füße nach hinten, die beiden inneren nach vorne. Während des Laufens hält er den Kopf und den Schwanz parallel zum Boden, der Schwanz wird dabei wie ein Ruder eingesetzt, um die Richtung zu wechseln.
Nur gelegentlich fliegt der Wegekuckuck auf, um kurze Distanzen zu fliegen. Typischerweise setzt er seine Flügel ein, um von einer Ansitzwarte oder von seinem Nest auf den Boden zu gleiten. Distanzen zwischen Baumwipfeln legt er jedoch auch fliegend zurück, wenn diese nicht mehr als vier oder fünf Meter auseinander stehen.

### Anpassungen an den trockenen Lebensraum

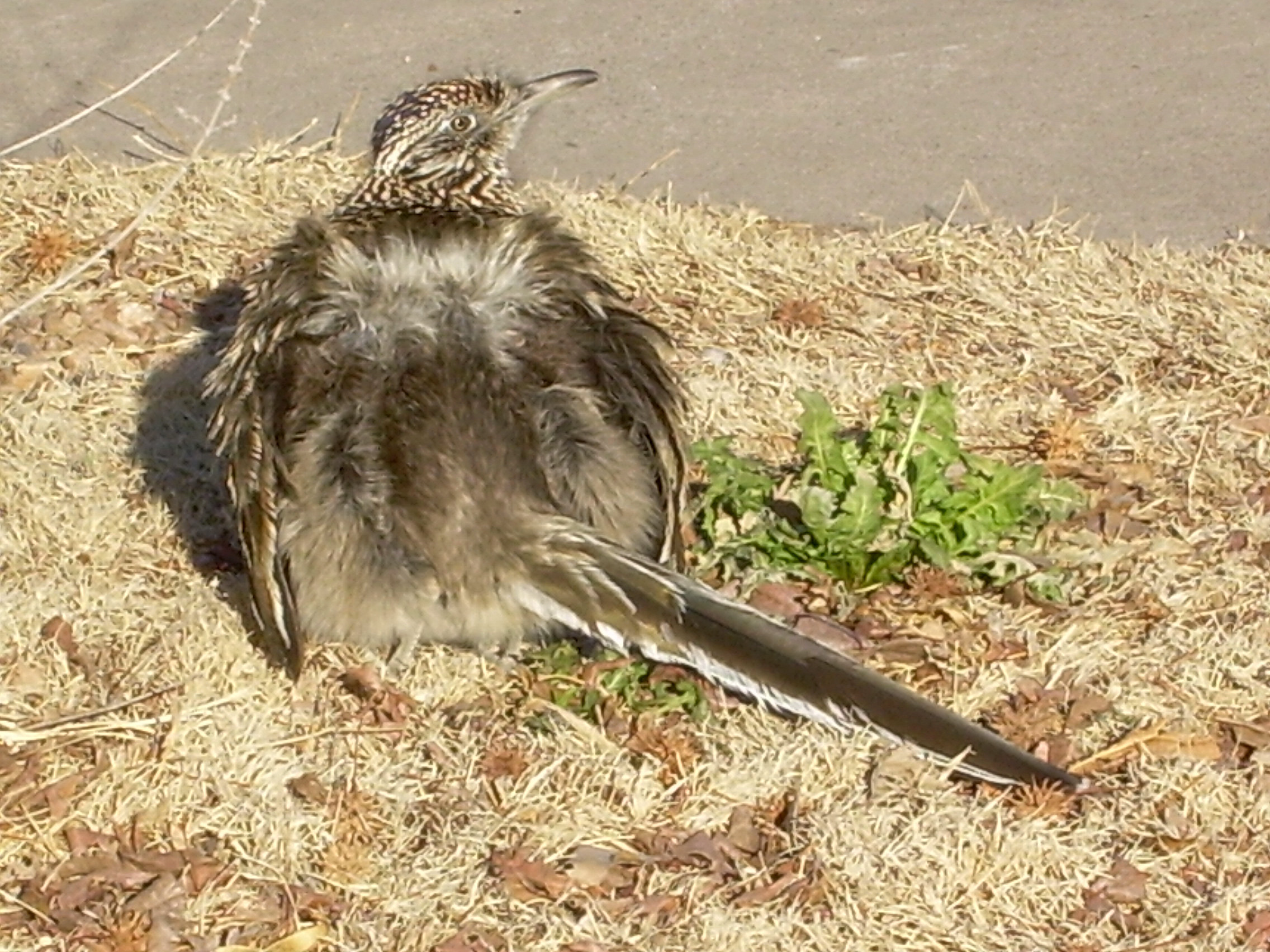
Ein Wegekuckuck beim Sonnenbaden

Der Wegekuckuck hat eine außergewöhnliche energiesparende Methode entwickelt, sich den kalten Wüstennächten anzupassen. In der Nacht sinkt seine Körpertemperatur und er verfällt in eine Art Kältestarre. Er hat auf dem Rücken nackte dunkle Hautflecken. Am Morgen spreizt er sein Gefieder und setzt diese Flecken der Sonne aus. Durch die Wärme steigt seine Temperatur schnell wieder auf das normale Niveau. Die Haut der Nestlinge ist bis auf das weiße Kinn schwarz gefärbt, sodass die Sonnenstrahlen besser absorbiert werden können und die Körpertemperatur am Morgen schneller ansteigen kann. Bei zu hoher Temperatur zieht sich das Junge in den Schatten zurück.
Um der Mittagshitze zu entgehen, ist der Wegekuckuck hauptsächlich in den Morgenstunden sowie am Nachmittag aktiv. Während der Mittagshitze bleibt der Vogel im Schatten. Zusätzlich verschafft er sich Kühlung, indem er hechelt und mit dem Kehlsack flattert, wodurch mehr Luft an die Blutgefäße gelangt und die Körpertemperatur durch den verbesserten Wärmetausch gesenkt wird. Wasserverlust wird durch Salzausscheidungen über spezielle Drüsen vor den Augen ausgeglichen. Zudem kann der Wegekuckuck Wasser durch die Kloake reabsorbieren. Küken werden durch hochgewürgte Flüssigkeit von den Eltern versorgt. Da die Ausscheidungen der Küken einen hohen Wasseranteil enthalten, fressen die adulten Vögel die Ausscheidungen während der Brutzeit. Adulte Wegekuckucke können ihren kompletten Flüssigkeitsbedarf über ihre Nahrung decken, trinken jedoch, wenn sie die Gelegenheit dazu haben.

## Verbreitung und Lebensraum

Verbreitungskarte des Wegekuckucks

Der Wegekuckuck lebt in den Steppen, Wüsten und Halbwüsten der südwestlichen USA, vom kalifornischen Längstal bis zur Golfküste in Texas, sowie in Nordmexiko (u. a. Sonora, Niederkalifornien, Chihuahua, Mojave). Im Verlauf des 20. Jahrhunderts hat der Wegekuckuck sein Verbreitungsgebiet bis nach Kansas, Missouri und Arkansas ausdehnen können. Dagegen ist er in Teilen seines früheren kalifornischen Verbreitungsgebietes verschwunden. In Mexiko gibt es Überschneidungsbereiche mit dem Verbreitungsgebiet des Rennkuckucks, der das Schwestertaxon des Wegekuckucks innerhalb der Gattung der Rennkuckucke ist.
Der Lebensraum des Wegekuckucks sind semiaride und aride Gebiete, die locker mit zwei bis drei Meter hohen Sträuchern und Büschen bestanden sind. Lokal kommt er auch auf offenen Agrarflächen und dünn besiedelten Vorstädten vor. In den Vorgebirgen und Tafelbergen Colorados ist er besonders häufig in Gebieten, die locker mit Wacholder und Pinyon-Kiefern bestanden ist. In Nevada und Utah ist er auch in Ebenen anzutreffen, die einen Bewuchs mit Tamariskendickichten und Kreosotbüschen aufweisen. Hier ist er auch häufig entlang von Flussufern zu finden. In Texas und dem Südwesten Oklahomas ist sein Lebensraum Steppen mit einem Bewuchs an Prosopis und Wacholder beziehungsweise lockere Eichen-Wacholder-Wälder. In Louisiana ist er in höher gelegenen Gebieten mit einem Bestand mit Weihrauch-Kiefern und Harthölzern anzutreffen. Im Südwesten Missouri, im Westen Arkansas und im Osten von Oklahoma ist der typische Lebensraum des Wegekuckucks steinige Gebiete, die mit Virginischem Wacholder und Präriepflanzen bestanden sind und die wegen der dünnen Erdschicht vom Charakter her Halbwüsten entsprechen (sogenannter „Cedar Glade“-Vegetationstyp). In Kalifornien ist er überwiegend in Regionen anzutreffen, in denen Grasland in Chaparral übergeht.
Die Höhenverbreitung reicht von −75 Meter im Death Valley bis in Höhenlagen von 2500 Metern. Gelegentlich kommt er auch noch auf 3000 Höhenmetern vor. In seinem nördlichsten Verbreitungsgebiet sind während des Winterhalbjahrs Schneelagen, die über längere Zeit bestehen, keine Seltenheit.

## Nahrung und Nahrungserwerb

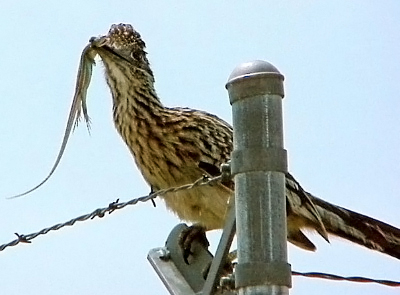
Wegekuckuck mit einer erbeuteten Eidechse

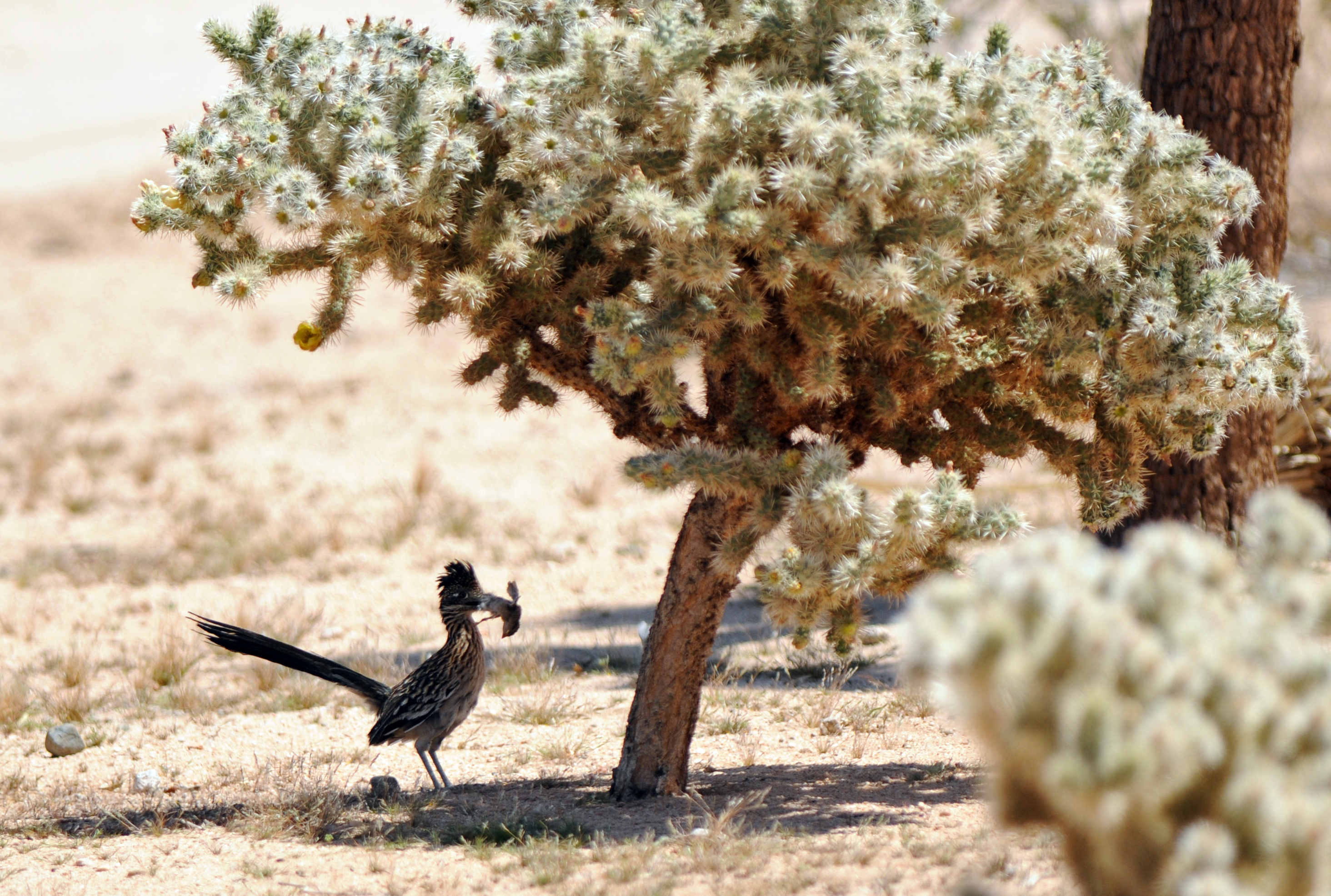
Wegekuckuck mit dem erbeuteten Küken einer Helmwachtel

Der Wegekuckuck ist ein opportunistischer Allesfresser. Er verbringt die meiste Zeit am Boden und jagt dort Schlangen, Eidechsen, Insekten, Spinnen, Nagetiere und kleine Vögel, frisst aber auch Samen und Früchte von Opuntien (vorwiegend Opuntia engelmannii, Opuntia polyacantha, Opuntia phaeacantha sowie Cylindropuntia leptocaulis) und Samen von Sumachgewächsen. Die größte Rolle in der Ernährung spielen Insekten, die häufig 80 Prozent der Nahrung ausmachen: Wesentliche Beutetiere sind Kurzfühlerschrecken, Grillen, Käfer, Zikaden, Raupen, Ameisen, Bienen und Wespen. Wirbeltiere erbeutet er gewöhnlich vor allem während der Brutperiode, wenn diese Kuckucke besonders aktiv sind. Nestlinge werden von den Elternvögeln während der ersten Lebenstage überwiegend mit Insekten, dann aber zunehmend mit Wirbeltieren gefüttert. Pflanzliche Nahrung deckt in der Regel nur einen geringen Teil seines Nahrungsbedarfes und ist eine der Nahrungsquellen vor allem im Winter.
Nahrung sucht er meist an Stellen mit niedriger oder gänzlich fehlender Vegetation. Bei der Beutesuche hält er immer wieder inne, um nach Beutetieren Ausschau zu halten. Für ihn noch unsichtbare, weil gut getarnt ruhende Reptilien versucht er aufzuscheuchen, indem er flügelschlagend um entsprechende Strukturen springt.
Fliegende Insekten fängt er, indem er bis zu drei Meter hoch springt. Man hat ihn auch dabei beobachtet, wie er in trockenen Flussbetten niedrig fliegenden Seglern auflauert, die er durch plötzliches Hochspringen fängt. Vögel holt er aber auch aus Nistkästen, klaubt sie aus Fangnetzen, die zum Beringen von Vögeln aufgestellt wurden, oder lauert ihnen an Futterhäuschen auf. Erbeutete Vögel rupft er teilweise. Die Stacheln von Feigen der Opuntien entfernt er, indem er sie auf den Boden fallen lässt und dort hin und her bewegt. Skorpione greift er gewöhnlich am Stachel. Er frisst außerdem auch Aas. Große Beutetiere wie Nager, Schlangen, Eidechsen und große Heuschrecken schlägt er gewöhnlich mehrmals gegen eine harte Oberfläche, bevor er sie verschluckt. Seine Beutetiere verschlingt er im Ganzen.
Er ist schnell genug, um Klapperschlangen zu fangen, die er tötet, indem er ihren Kopf wie eine Peitsche auf den Boden schlägt. Schlangen werden teilweise von beiden Partnern gemeinsam attackiert und gefangen.

## Fortpflanzung

### Revier

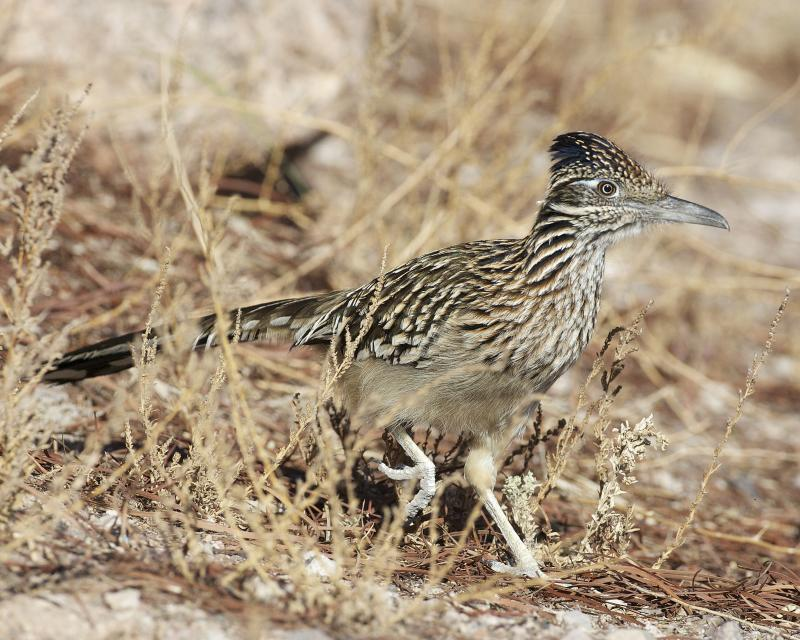
Wegekuckucke suchen ihre Nahrung überwiegend in niedriger Vegetation

Wegekuckucke leben paarweise das ganze Jahr über in ihren jeweiligen Revieren und sind monogam. Die Reviergröße beträgt im Schnitt etwa 0,5 km² (südliches Texas) bis 1 km² (Arizona). Die Reviergrenzen bleiben häufig über mehrere Jahre hinweg unverändert. Einer Revierverlagerung geht meist ein fehlgeschlagener Nistversuch voran. Das Männchen verteidigt die Reviergrenzen gegenüber einem in das Revier eindringenden anderen Männchen mit Drohgebärden, bei denen die Steuerfedern nach oben gespreizt und langsam von Seite zu Seite geschwungen werden.
Außerhalb der Fortpflanzungszeit ist der Wegekuckuck gewöhnlich einzeln zu beobachten, da sich die Vögel eines Paares beginnend ab der Zeit, zu dem ihr Nachwuchs flügge ist, in unterschiedlichen Teilen ihres Revier aufhalten. Während der Fortpflanzungszeit sind sie dagegen meist paarweise zu beobachten. Zu Beginn der Fortpflanzungszeit ruhen das Männchen und das Weibchen häufig entweder gemeinsam im selben Strauch oder in zwei nebeneinander stehenden Sträuchern.

### Brutperiode
Die Brutperiode des Wegekuckucks variiert mit der Verbreitung und den lokalen klimatischen Gegebenheiten. Bislang nur unzureichend untersucht ist sie in Mexiko sowie im östlichen und nördlichen Teil seines Verbreitungsgebietes. In Kalifornien brütet er gewöhnlich im Zeitraum März bis Mai, gelegentlich werden Nester mit Gelegen aber auch schon im Februar oder noch im Juni gefunden. Im Süden Arizonas gibt es zwei Brutperioden. Die erste fällt in den Zeitraum April bis Juni und die zweite in den Zeitraum von Ende Juli bis Mitte September. Dieses Muster ist auf die extreme Hitze und Trockenheit von Mitte Juni bis Mitte Juli zurückzuführen, der dann gegen Ende Juli eine Regenperiode folgt.

### Balz

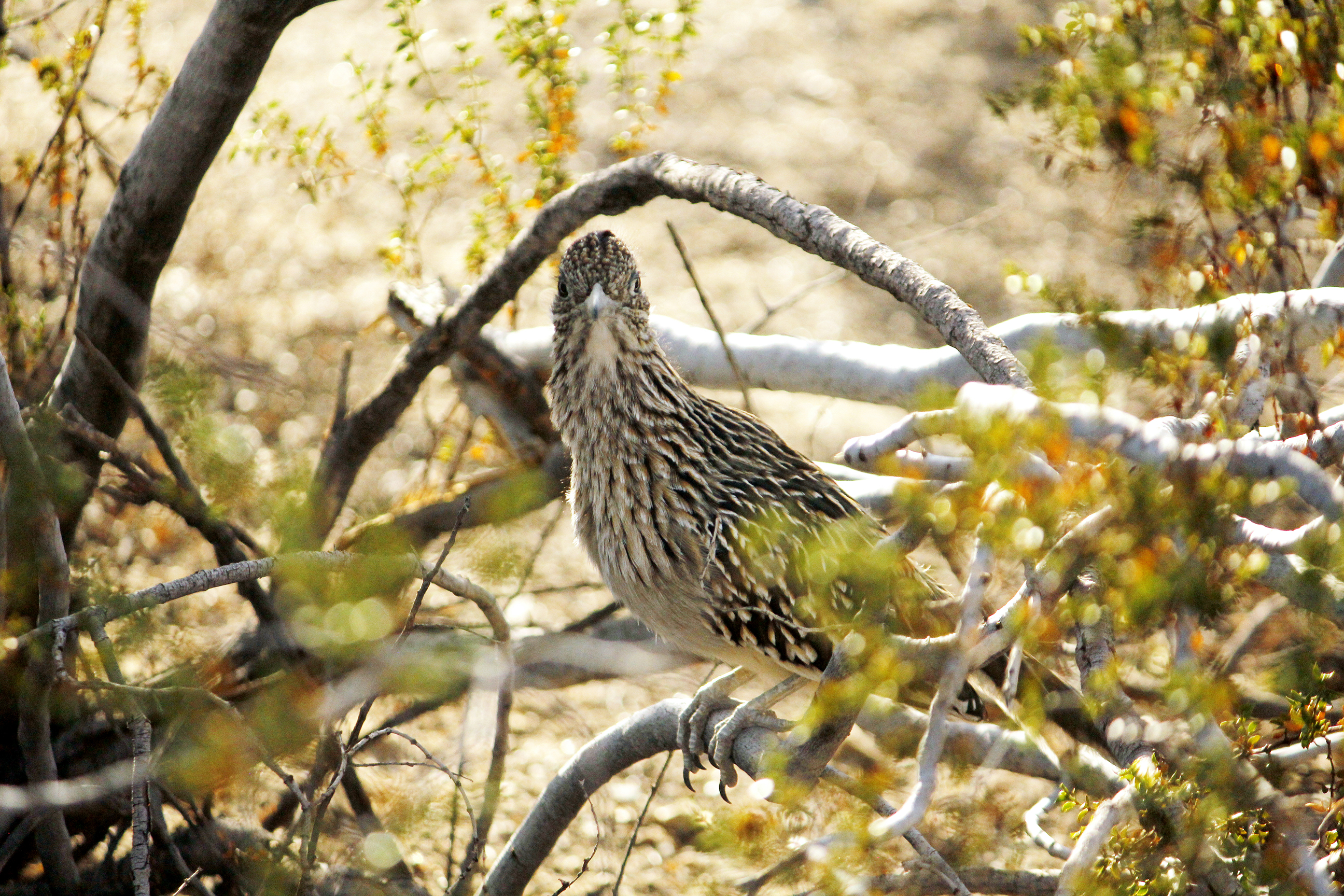
Wegekuckuck aufgebaumt im Gebüsch

Zum Balzritual des Wegekuckucks gehören stundenlange Verfolgungsjagden auf dem Boden. Dabei ist es bedeutungslos, ob sich ein Paar neu bildet oder eine bestehende Paarbindung erneuert wird, Gelegentlich greift der verfolgende Wegekuckuck den anderen Partnervogel während dieser Verfolgungsjagden auch an. Dabei sind sowohl die Flügel als auch der Schwanz angehoben, die Steuerfedern sind gespreizt. Die langen Verfolgungsjagden werden durch gelegentliche Gleitflüge und Ruhephasen unterbrochen. Mitunter baumt das Männchen auch auf und ruft vom Wipfel eines Baumes oder der Spitze eines Busches coo, auf das das Weibchen mit kurzen, bellenden Lauten antwortet.
Kurz vor der Paarung imponiert das Männchen vor dem Weibchen, in dem er vor ihr mit gesträubter Federhaube, angehobenen Flügeln und Steuerfedern wegläuft. Er schlägt dann die Flügel gegen die Körperseiten und produziert damit als Instrumentallaut ein deutlich zu vernehmendes „pop“. Dies wiederholt er vier bis fünf Mal. Zu den weiteren Imponiergesten gehört ein Wippen der Steuerfedern. Dabei ist er dem Weibchen zugewandt und trägt in seinem Schnabel häufig ein Beutetier oder Pflanzenmaterial.

### Nest
Sein kompaktes, napfförmiges Nest mit vier bis sechs weißlichen Eiern baut der Wegekuckuck in einer Höhe von 0,4 bis 6 Metern in Dornbüschen wie dem Mesquite, auf kleinen Bäumen oder Kakteen wie dem Kandelaberkaktus Carnegiea gigantea. Nester finden sich aber auch auf alten Ölpumpen, auf landwirtschaftlichen Maschinen oder Felsenklippen. Gebaut wird das Nest gewöhnlich in einer Astgabel oder auf einem horizontal wachsendem Ast. Typischerweise befinden sich in Nähe des Niststandorts Stellen mit sehr niedriger Vegetation.
Der äußere Durchmesser des Nestes beträgt 30 bis 45 Zentimeter und die Höhe 15 bis 20 Zentimeter. Die Nistmulde hat einen Durchmesser von 15 Zentimeter und eine Tiefe von fünf bis 10 Zentimeter. Gewöhnlich bauen Wagekuckucke für jedes Gelege ein neues Nest. Alte Nester werden nur selten ein weiteres Mal benutzt.

### Eier und Jungvögel

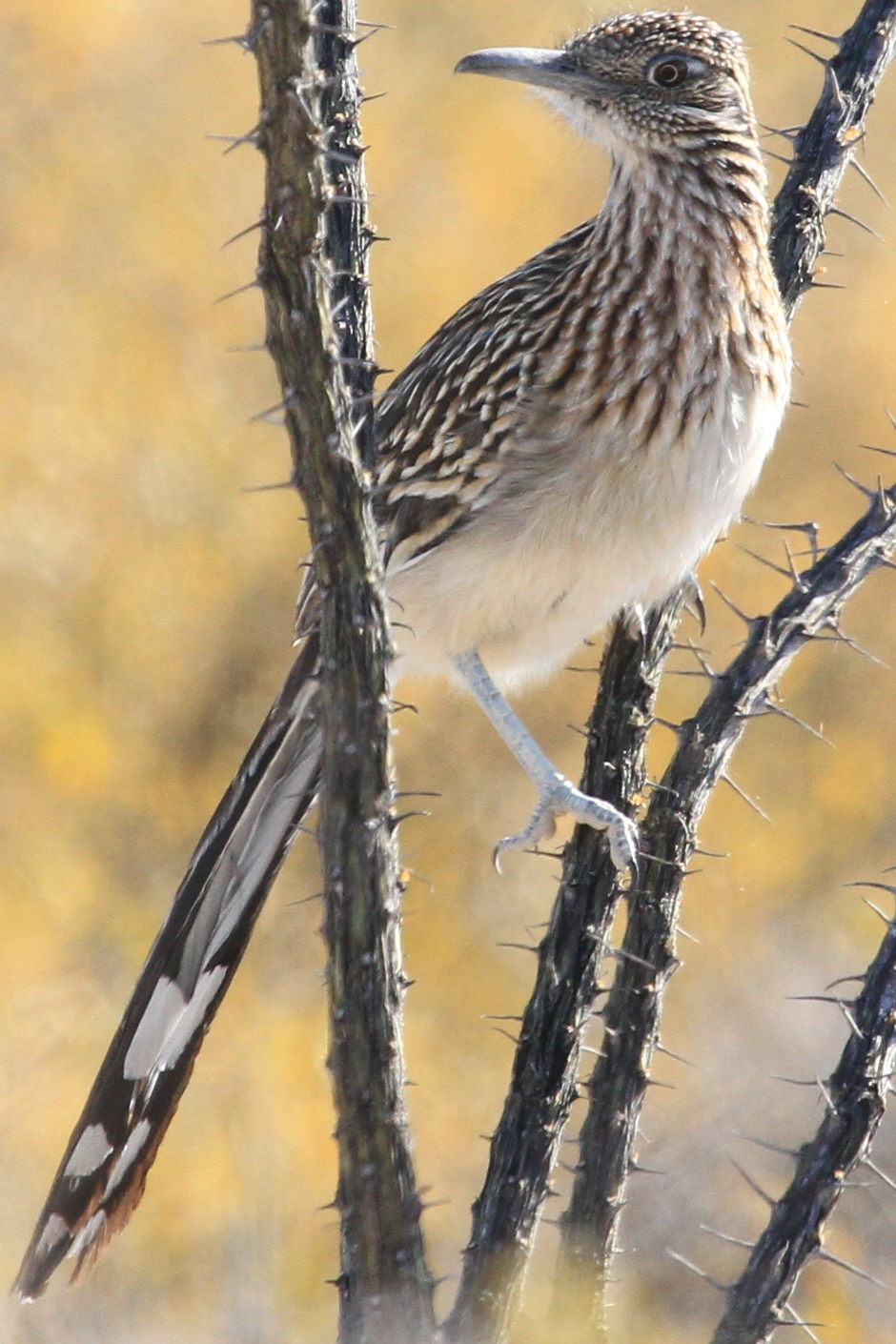
Wegekuckuck aufgebaumt in einem Dornbusch

Die Eier sind weißlich und gelegentlich braun oder grau gefleckt. Die Gelegegröße ist abhängig vom Nahrungsangebot und beträgt zwischen zwei und sieben Eiern. Die Weibchen legen meist mit einem Abstand von zwei Tagen jeweils ein Ei. Die Bebrütung wird mit der Ablage des ersten Eis aufgenommen und bis zum Schlupf der Nestlinge dauert es 17 bis 18 Tage. Sie wiegen beim Schlupf lediglich etwa 14 Gramm.  Beide Elternvögel brüten: Die Männchen sitzen grundsätzlich während der Nacht auf den Eiern, während des Tages wechseln sich beide Elternvögel ab.
Die Nestlinge schlüpfen asynchron, der Altersunterschied zwischen dem jüngsten und dem ältesten der Nestlinge kann bis zu sieben Tage betragen. Bei großen Gelegen kommt es vor, dass das zuletzt gelegte Ei nicht mehr ausgebrütet wird. Die Jungen werden von beiden Eltern aufgezogen. Gewöhnlich bleibt immer ein Elternvogel in der Nähe der Nestlinge und hudert entweder diese oder beschattet sie, indem sie die Flügel über ihnen ausbreiten.
Die Jungvögel sind ab ihrem 11. Lebenstag in der Lage zu laufen und haben zu dem Zeitpunkt etwa ein Gewicht von 130 Gramm erreicht. Am 16. Lebenstag sind sie in der Lage zu rennen, sie picken auch bereits nach Beutetiere, erbetteln aber immer noch Futter von den Elternvögeln. Zwischen dem 17. und 19. Lebenstag verlassen sie gewöhnlich das Nest. Kommt es jedoch am Nest vorher zu einer Störung, dann sind sie in der Lage, das Nest auch schon an ihrem 12. bis 14. Lebenstag dauerhaft zu verlassen. Von den Eltern werden die Jungvögel noch 30 bis 40 Tage gefüttert, nachdem sie das Nest verlassen haben, auch wenn sie zu dem Zeitpunkt bereits gemeinsam mit den Elternvögeln nach Nahrung suchen. Bei reichlichem Nahrungsangebot beginnen die Elternvögel bereits in dieser Zeit mit dem Bau eines neuen Nestes.

### Brutparasitismus
Anders als bei vielen anderen Vertretern der Kuckucke kommt Brutparasitismus beim Wegekuckuck äußerst selten vor. Einige wenige Male hat man Eier dieser Art in den Nestern von Kolkraben und Spottdrosseln gefunden. Häufiger ist wohl ein intraspezifischer Brutparasitismus. Dafür finden sich bislang nur Indizien in Form ungewöhnlich große Gelege und/oder ungewöhnlichen Legeabstände.

## Fressfeinde und Lebenserwartung

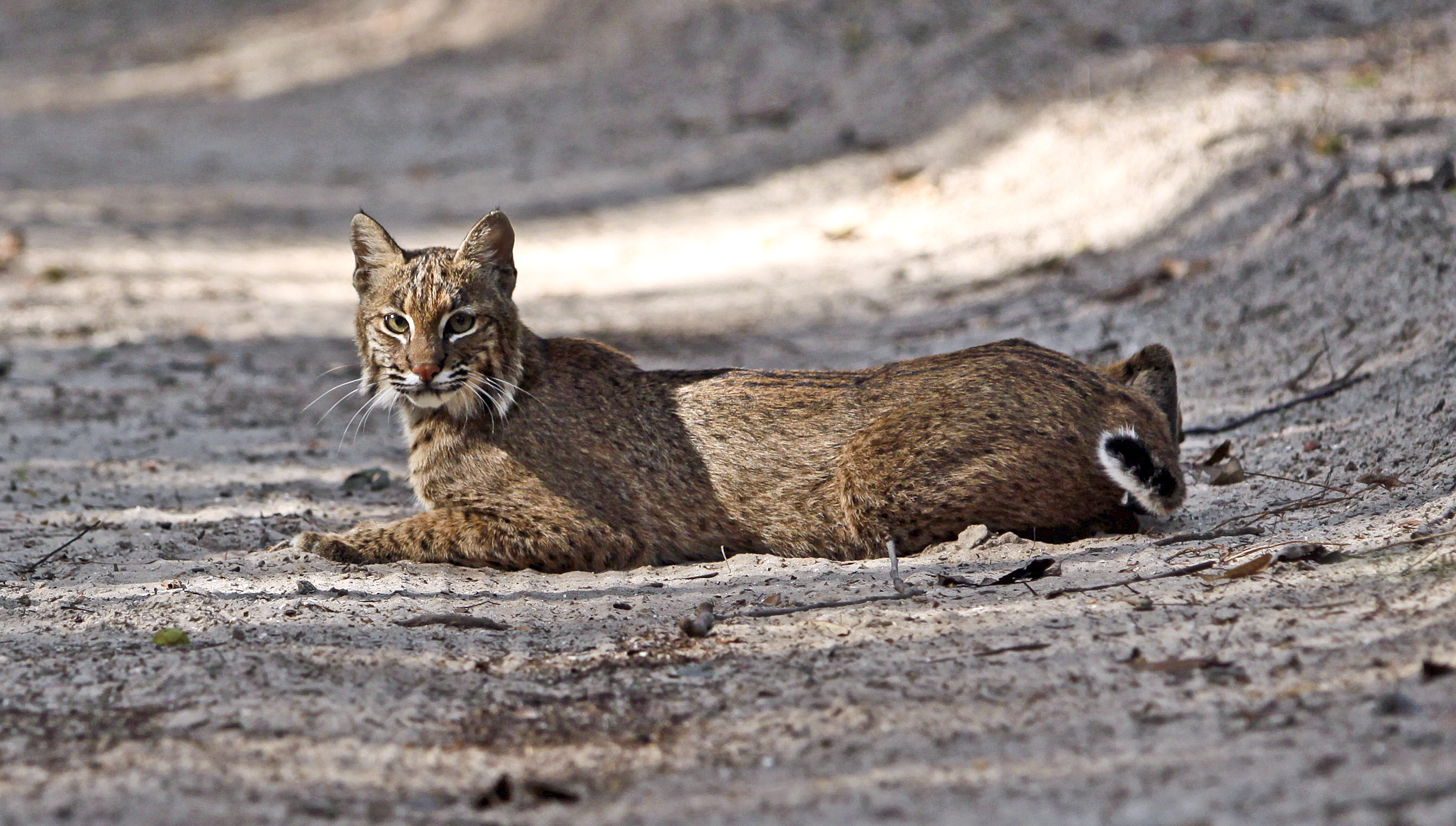
Der Rotluchs ist einer der Fressfeinde des Wegekuckucks

Der Wegekuckuck ist gewöhnlich zu schnell, um vom Kojoten gefangen zu werden. Dagegen wird er gelegentlich vom Rotluchs als auch vom Nordamerikanischen Katzenfrett geschlagen. Rotschwanzbussarde, Rundschwanzsperber und Wüstenbussard sind in der Lage, gelegentlich einen Wegekuckuck zu erbeuten. Sehr selten werden brütende Wegekuckucke von anderen Raubvögeln, streunenden Hauskatzen und Waschbären erbeutet. Schlangen sind vermutlich die wichtigsten Nestprädatoren, die Nestlinge und Eier fressen.
Störungen durch Hunde sowie durch starken Verkehr und der geringe Bruterfolg auf Grund der Nachstellung durch streunende Katzen sind der Grund, warum die Bestandszahlen des Wegekuckucks in dünn besiedelten Gebieten zurückgehen, selbst wenn diese noch eine hinreichende einheimische Vegetation aufweisen.
Der Bruterfolg variiert sehr stark. Im Süden Texas werden lediglich aus zwölf Prozent der gelegten Eier Jungvögel groß. In New Mexico, Oklahoma und im Westen Texas dagegen beträgt der Bruterfolg 72 Prozent. Ein wieder aufgefundener beringter Wegekuckuck belegt, dass diese in freier Wildbahn ein Lebensalter von mehr als sieben Jahren erreichen können. In Gefangenschaft hat ein einzelnes Männchen ein Lebensalter von mehr als neun Jahren erreicht.

## Wegekuckuck und Mensch

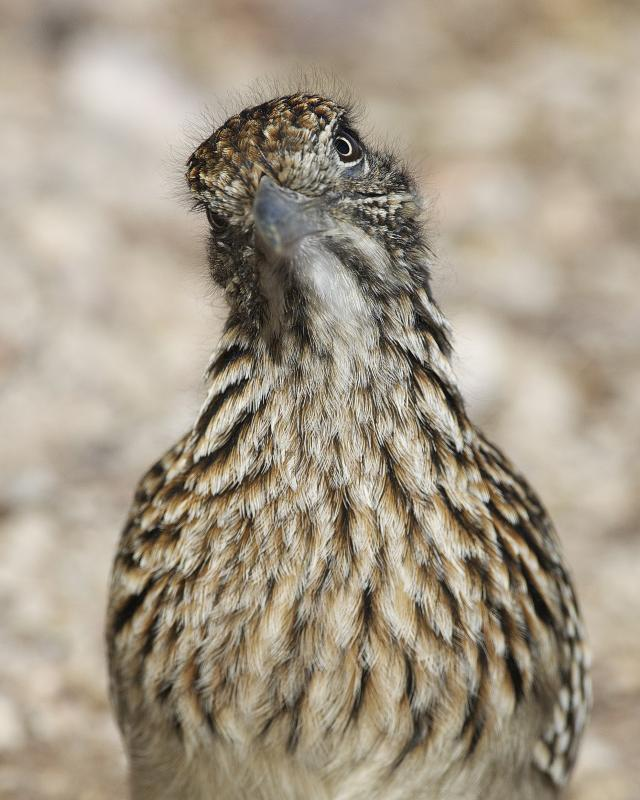
Wegekuckuck, Kopfstudie

Der agile Wegekuckuck spielt eine vergleichsweise große Rolle bei den indigenen Völkern seines Verbreitungsgebietes. Bei den Hopi ist er mit Ritualen assoziiert, die Stärke, Ausdauer und Mut zelebrieren. Nach Cocker und Tipling könnte dies darauf zurückzuführen sein, dass der Wegekuckuck kaum jemals auffliegt und die Linie seiner charakteristischen Fußabdrücke im Wüstensand scheinbar niemals enden. Präkolumbianische Völker der Anasazikultur haben darüber hinaus Petroglyphen hinterlassen, die entweder den Vogel oder seine charakteristischen Fußabdrücke darstellen. Im El Malpais National Monument im US-amerikanischen Bundesstaat New Mexico findet sich beispielsweise eine Darstellung eines Wegekuckucks, wie er eine Eidechse verzehrt. Häufiger noch finden sich eingeritzte Felszeichnungen der Fußabdrücke dieser Vogelart.
In der neuzeitlichen Kultur spielt der Wegekuckuck ebenfalls eine Rolle. Der Wegekuckuck (englisch: Greater Roadrunner) war das Vorbild für den „Road Runner“ in den Cartoons der Warner Brothers. Begleitet sind die Fluchten des Road Runners von (für die Art uncharakteristischen) Miep-Miep-Rufen. Unter anderem gab der amerikanische Automobilhersteller Plymouth von 1967 bis 1979 seinen schnellsten Coupés und Cabriolets die Modellbezeichnung Road Runner.

## Filmdokumentation
- Tiere vor der Kamera: Der schnellste Vogel im Wilden Westen. Deutsche TV-Dokumentation von Ernst Arendt und Hans Schweiger. Bayerischer Rundfunk 1986, ca. 43 Minuten